# Vado (Monzuno)
Vado è una frazione del comune di Monzuno nell'Emilia-Romagna.

## Curiosità
A Vado è ambientato il videoclip musicale del brano Vivere il mio tempo dei Litfiba. 

## Storia
Le prime tracce di popolamento di questa zona risalgono al neolitico. Successivi ritrovamenti sono dell'epoca imperiale Romana. Nel Medioevo vi sorgono castelli importanti, come quello di Monzuno. Durante la seconda guerra mondiale vi nasce la Brigata Partigiana Stella Rossa, comandata da Mario Musolesi. La strage di Marzabotto accaduta nel 1944 colpì anche la popolazione di Vado e dei suoi dintorni.

## Monumenti e luoghi d'interesse
- Parco storico di Monte Sole
- Torre di Montorio
- Casa di Ca' Marsili (nei pressi di Rioveggio)

## Infrastrutture e trasporti
Per il traffico ferroviario si avvale della stazione di Monzuno-Vado.